# John Bunny
John Bunny (Nueva York, 21 de septiembre de 1863 - Brooklyn, Nueva York, 26 de abril de 1915), actor cómico estadounidense, el primero de la época del cine mudo de su país.

## Biografía
Hijo de padre inglés y madre irlandesa, John Bunny hizo sus estudios en su natal Brooklyn y trabajó como dependiente en un colmado antes de unirse con veinte años a una pequeña compañía teatral de minstrel con la que recorrió el este de los Estados Unidos, antes de abrirse camino en Broadway. Tras dedicarse por veinticinco años a la actuación, sobre todo en la comedia ligera, llegó al cine en 1910, cuando fue contratado por los estudios Vitagraph Studios. En los siguientes cinco años aparecería en unos 260 cortometrajes donde desarrolló una serie llamada popularmente Bunnyfinches o Bunnygraphs, nombre que reúne el suyo junto al de su compañera cinematográfica, Flora Finch.
Conoció una rápida popularidad, lo que lo convirtió en una de las primeras estrellas (si no la primera de todas) del cine mudo estadounidense. Hombre de aspecto rotundo y obeso (pesaba alrededor de 100 kilos y era de estatura baja), representó en sus comedias a un marido que tenía constantes problemas con su esposa. Era un humor de situación, en el entorno doméstico, educado y respetable, que contrastaba con los contemporáneos cortos "slapstick" de humor más vulgar, basado en payasadas y trompazos. También puede vérselo raramente en alguna otra película, como en Little Nemo, de 1911, donde aparece como uno de los amigos del dibujante Winsor McKay, que les explica a estos como se hace una película de animación.
A su muerte, en abril de 1915, víctima de la enfermedad de Bright, su popularidad era tal que la noticia ocupó las portadas de varias publicaciones. Un teatro de Nueva York llevó su nombre por varios años, e incluso en Rusia, un cómico local copió al personaje de John Bunny bajo el nombre de Poxon.
Sin embargo, fue completamente olvidado por las generaciones posteriores, tanto por el público como por la crítica cinematográfica. Desde 1960 tiene una estrella que lo recuerda en el Paseo de la Fama de Hollywood (1715 Vine Street).
- Datos: Q1399112
- Multimedia: John Bunny / Q1399112